# Maarten Stekelenburg
Maarten Stekelenburg (Haarlem, 22. rujna 1982.) umirovljeni je nizozemski nogometaš.

## Klupska karijera

### Ajax
Stekelenburg je započeo svoju karijeru u Zandvoort '75, nakon kojeg odlazi u VV Schoten, iz kojeg je otišao u Ajax kad mu je bilo 15 godina. 
Službeno je debitirao za Ajax 24. veljače 2002. u utakmici protiv NAC Brede. 
Na početku sezone 2002./03. osvojio je svoj prvi trofej, kada je Ajax osvojio nizozemski superkup (Johan Cruijff-schaal).
Sezonu 2003./04. Ajax je osvojio Eredivisie. U toj sezoni Stekelenburg je upisao 10 nastupa.
Postao je prvi vratar u Ajaxu u sezoni 2005./06., a iste sezone osvojio je Nizozemski kup (KNVB Beker). Na početku sezone 2006./07. osvojio je drugi nizozemski superkup, koji je Ajax i sljedeće sezone obranio. U istoj sezoni osvojio je drugi KNVB kup.
Stekelenburg dobio je nagradu "Igrač godine" za sezonu 2007./08., naslijedivši Wesley Sneijdera. Tijekom sezone 2008./09., izgubio je mjesto prvog vratara zbog ozljeda. Ponovno se nametnuo kao prvi vratar nakon dolaska novog trenera Martina Jola, a potom je imao vrlo dobru sezonu i za Ajax i za nizozemsku reprezentaciju. U sezoni 2009/10, Stekelenburg je odigrao sve Ajaxove utakmice u domaćoj ligi i Europskoj ligi.

### Roma
1. kolovoza 2011. godine prelazi u talijansku AS Romu za otprilike 6 mil. € čime postaje prvi nizozemski igrač koji je zaigrao za talijanskog velikana. Debitirao je 11. rujna 2011. protiv Cagliaria. 

### Fulham
5. lipnja 2013., Roma prodaje za 5,5 mil. € Stekelenburga u londonski Fulham. Debitirao je 8. kolovoza protiv Sunderlanda. 9. kolovoza 2014. odlazi na jednogodišnju posudbu u AS Monaco gdje je bio rezervni vratar. 22. lipnja 2015. ponovno odlazi na jednogodišnju posudbu u Southampton.

### Everton
Engleski nogometni prvoligaš Everton angažirao je nizozemskog vratara, s kojim je potpisao ugovor na tri godine u srpnju 2016. godine. Stekelenburg je bio prvo pojačanje Evertona otkako je dužnost trenera preuzeo Ronald Koeman. Prvu utakmicu za klub je odigrao 13. kolovoza protiv Tottenhama. Na kraju sezone 2017./18. ugovor mu je produljen na još dvije godine. 

### Povratak u Ajax
22. lipnja 2020. objavljeno je da se Stekelenburg vraća u Ajax. U veljači 2021. postao je prvi vratar Ajaxa jer je Andre Onana suspendiran na 12 mjeseci zbog dopinga, a u svibnju je potpisao produljenje ugovora do 2022. U 2022. produljio je ugovor na još jednu godinu.

## Reprezentativna karijera
Stekelenburg je napravio debitirao za Nizozemsku reprezentaciju na 3. rujna 2004. protiv reprezentacije Lihtenštajna, koju su pobijedili 3-0.
Bio je na popisu igrača Marca van Bastena za Svjetsko prvenstvo 2006. u Njemačkoj, ali nije upisao niti jedan nastup.
Na popisu igrača našao se i za Europsko prvenstvo 2008. u Austriji i Švicarskoj na kojem je odigrao jednu utakmicu Skupine C protiv reprezentacije Rumunjske 17. lipnja 2008.
U rujnu 2008. u prijateljskoj utakmici protiv Australije, Stekelenburg je dobio crveni karton na kraju prvog poluvremena zbog prekršaja na Joshui Kennedyju. Time je postao prvi vratar u nizozemskoj reprezentaciji koji je ikada dobio crveni karton.
Nakon reprezentativnog umirovljenja Edwina van der Sara, Stekelenburg je postao prvi vratar. Imao je ključnu ulogu na Svjetskom prvenstvu 2010. na kojem se Nizozemska plasirala u finale. Na cijelom prvenstvu primio je samo 6 golova, no jedan od tih golova bio je gol Andrésa Inieste u finalu u 116. minuti. Naposljetku su izgubili finale protiv Španjolske rezultatom 1-0.
Stekelenburg je odigrao sve tri utakmice grupne faze Europskog prvenstva 2012. na kojem je Nizozemska bila zadnja u skupini.
Na Europskom prvenstvu 2020. bio je prvi vratar jer je uobičajeni prvi vratar, Jasper Cillessen bio pozitivan na COVID-19.
Nakon ispadanja u osmini finala Europskog prvenstva, 13. kolovoza 2021. Martin Stekelenburg objavio je reprezentativno umirovljenje.